# انسداد القناة الأنفية الدمعية
انسداد القناة الدمعية الأنفية (اختصارًا NLDO) هو انسداد القناة الدمعية. تشمل أعراض الحالة المرضية على الزيادة في تدفق الدموع. إضافة إلى ذلك، قد يحدث احمرار في الجلد حول العين أو تقشر في الرموش. و تبدأ الأعراض في الظهور عادة في الفترة ما بين 3 إلى 12 أسبوعًا من الإصابة. قد تشمل المضاعفات التهاب كيس الدمع والتهاب الهلل حول الحجاج..
الأشخاص الأكثر عرضة لخطر الإصابة بالمرض هم أولئك الذين يعانون من متلازمة التثلث الصبغي 21، و متلازمة الخيشوم و البصر الوجهية، ومتلازمة تشارج. كما و تشمل عوامل الخطر الأخرى حالات كسر الوجه السابقة، و جراحة الجيوب الأنفية، و الغرناوية. يعتمد التشخيص عمومًا على الأعراض و الفحص. و قد يكون اختبار اختفاء الفلوريسين داعمًا.
تتحسن معظم الحالات خلال السنة الأولى من العلاج مع إجراء التدليك مرتين إلى ثلاث مرات يوميًا. كما و يمكن أيضًا استخدام مراهم المضادات الحيوية. أما بالنسبة للحالات التي تستمر لأكثر من 8 أو 10 أشهر، فقد يكون المسبار الطبي أو الجراحة خيارًا متاحا. بالنسبة للحالات التي تتطور في وقت لاحق من الحياة، قد يكون من الضروري معالجة السبب الأساسي المرض.
ما يصل إلى 20% من الأطفال حديثي الولادة يصابون بانسداد القناة الدمعية الأنفية.و يتأثر الذكور و الإناث بالتساوي. تم وصف العلاجات الجراحية لهذه الحالة لأول مرة في عامي 1893 و1904.